# Стари заветни крст у селу Мечји До
Стари заветни крст у селу Мечји До, насељеном месту на територији општине Сврљиг, налази се у средишњем делу села, у дворишту Радета Ристића. Некада је овде било средиште села и народ се окупљао на Спасовдан.
Крст припада категорији оброчних крстова, резан је од камена кречњака. На врху и бочним краковима исклесана је по једна полулопта, а у доњем делу са обе стране пластично су изведене плетенице. По ивици споменика је извучена плитка линија која уоквирује читав крст. У средишњем делу, читавом дужином и ширином кракова, урезан је крст, чији се попречни кракови такође завршавају крстовима. Других орнамената нема. У врху је убележена година старословенским словима. Година се теже чита и означава 1818. При дну су убележена пет имена од којих се прво не може прочитати, а остала гласе: Шена(?), Јанита(?), Бранко, Јанко.
Kамени крст је подигнут у периоду када је село још било под влашћу Турака. Ликовно сиромашан и словом штур овај споменик представља летописну истину времена у коме је настао. 